# Mark Birighitti
Mark Romano Birighitti (ur. 17 kwietnia 1991 w Perth) – australijski piłkarz występujący na pozycji bramkarza w australijskim klubie Central Coast Mariners.